# Санклерландия
Санклерландия (порт. Sanclerlândia) — муниципалитет в Бразилии, входит в штат Гояс. Составная часть мезорегиона Центр штата Гойас. Входит в экономико-статистический микрорегион Аникунс. Население составляет 7661 человек на 2006 год. Занимает площадь 496,824 км². Плотность населения — 15,4 чел./км².

## Статистика
- Валовой внутренний продукт на 2003 год составляет 43 599 148,00 реалов (данные: Бразильский институт географии и статистики).
- Валовой внутренний продукт на душу населения на 2003 год составляет 5735,98 реалов (данные: Бразильский институт географии и статистики).
- Индекс развития человеческого потенциала на 2000 год составляет 0,734 (данные: Программа развития ООН).